# Stifterscheibe Wenzeslaus Maller (Bayerisches Nationalmuseum)

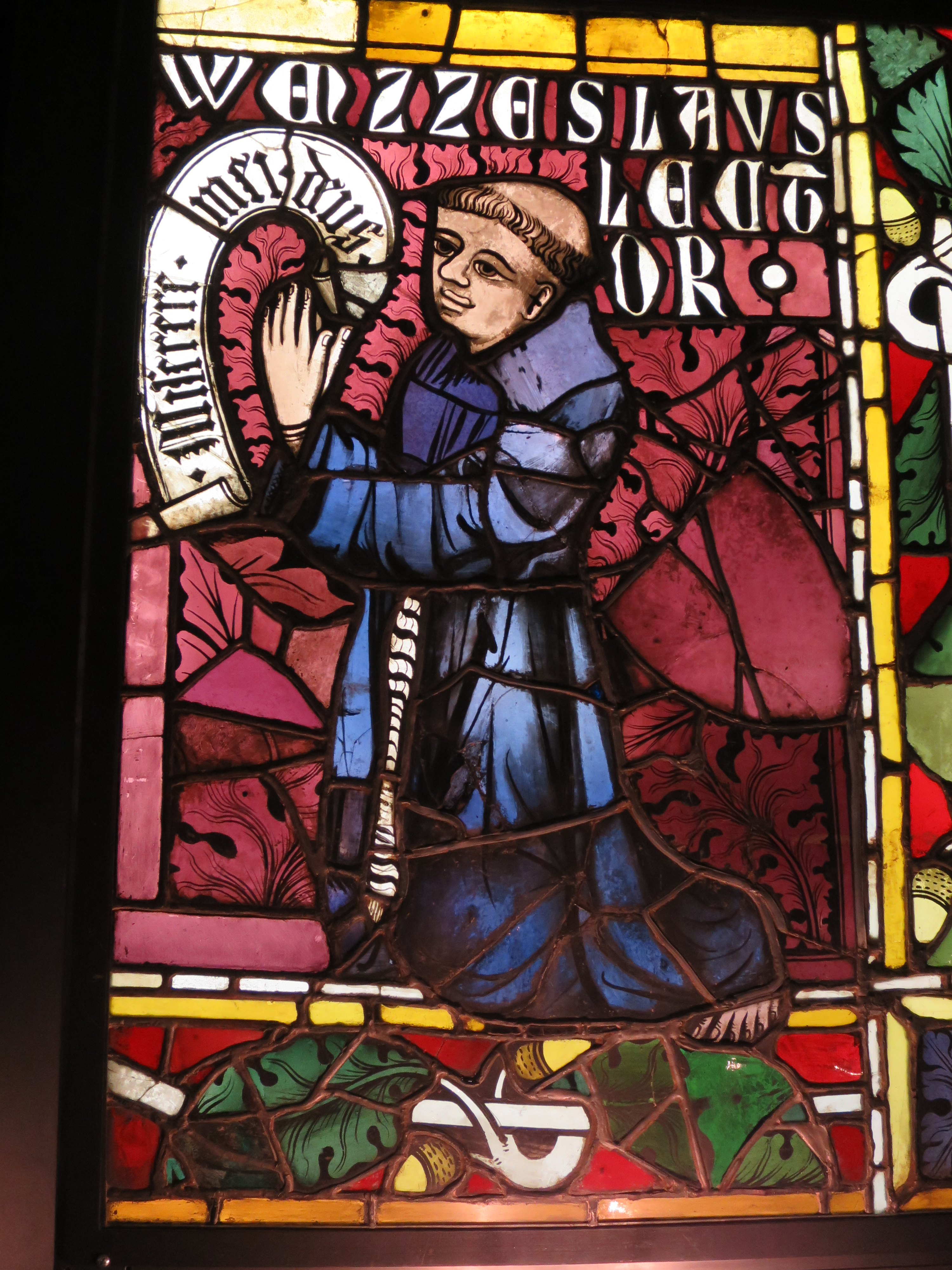
Der Stifter Wenzeslaus Maller (Bayerisches Nationalmuseum)

Die Stifterscheibe des Wenzeslaus Maller im Bayerischen Nationalmuseum (Inventarnummer G 969) in München wurde vor 1371 von Heinrich Menger in Regensburg geschaffen.
Die 82 cm hohe und 62,5 cm breite Scheibe war ein Teil der Verglasung der Regensburger Minoritenkirche. Die Glasfenster des 14. Jahrhunderts umfassten Darstellungen aus dem Leben Christi und des Ordensgründers Franziskus von Assisi, Szenen aus dem Alten Testament und ornamentale Scheiben. 
Das Franziskanerkloster wurde 1799 im Zuge der Säkularisation aufgelöst und die Fenster wurden bald nach der Profanierung ausgebaut. Die erhaltenen Fragmente machen knapp die Hälfte des einstigen Gesamtbestands aus. Sie gelangten über die Kunstsammlung König Ludwigs I. ins Bayerische Nationalmuseum. 
Der Stifter Wenzeslaus Maeller starb am 24. März 1371. Er war Mitglied des Konvents und hatte gemäß der Inschrift die Funktion des Lektors. Auf dem Schriftband steht „Miserere mei Deus“ (Erbarm dich meiner, Gott). Die Zeichnung des Wappenschildes hinter der knienden Figur ist verloren. Die Hälfte der Bleiruten wurde erneuert.
Daniel Parello schreibt: „Wenzeslaus Maller kniet mit erhobenen Händen im Ordenshabit und bittet vor Gott um Erlösung. Er entstammte einem Regensburger Patriziergeschlecht, das zur politischen und wirtschaftlichen Elite der Stadt zählte. (...) Bezüglich der Stifterfigur sei auf eine ikonographische Besonderheit hingewiesen: Der Fuß des Ordensbruders weist sechs Zehen auf.“